# Passo Fundo
Passo Fundo este un oraș în Rio Grande do Sul (RS), Brazilia. Este cel mai mare municipiu al regiunii nordice a statului, fiind al 12-lea după mărime. Este un important centru industrial și comercial, portând unul dintre cele mai mari și moderne centre medicale din sudul Braziliei.